# アランカ
アランカ （Alanqa）は、モロッコの後期白亜紀の地層から発見された大型翼竜の属の一つ。模式種 Alanqa saharica のみで知られる。属名はペルシャ神話に出てくるシームルグの一つでフェニックスに似たアランカ（العنقاء al-‘anqā’）という怪物に由来する。種小名は｢サハラの｣という意味である。

## 発見
2008年4月から12月にかけてモロッコのケムケム層で地元の探検隊による調査が行われ、数種類の異なる翼竜の化石が発見された。アランカの標本は断片的であった。化石が見つかったのはトーズ (Taouz) の北東10kmにある Begaa村近くの Aferdou N'Chaft という場所である。

## 記載

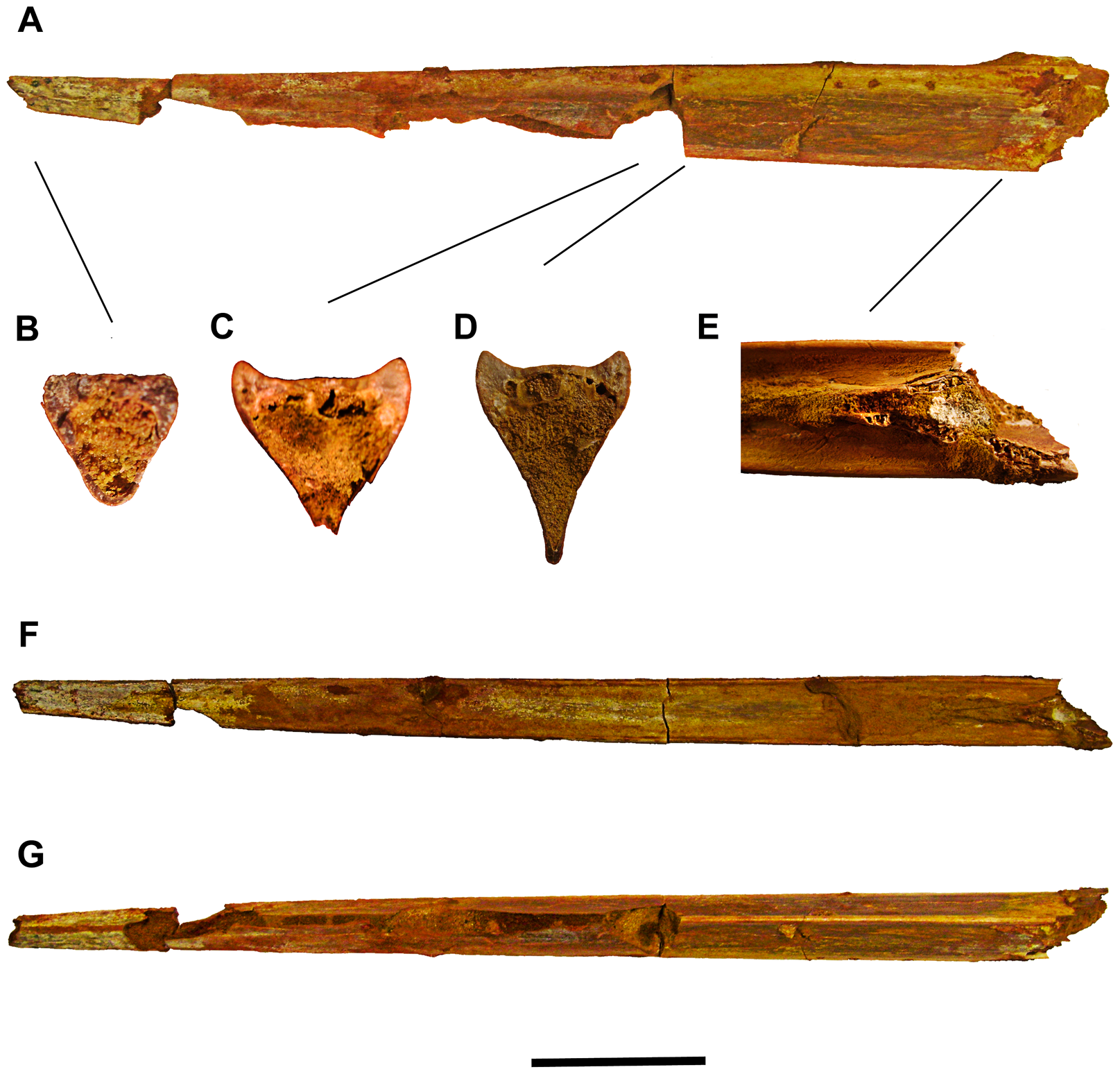
ホロタイプ (FSAC-KK 26)

アランカは前上顎骨と下顎骨の断片と恐らく頸椎とされる断片的な骨のみで知られる。模式種はアランカ・サハリカ(Alanqa saharica)。これら二つの断片は1999年に分類不明のプテラノドン類としてビュフェトーらによって記載された。それから、3つの追加の顎の標本（上顎骨はより良好な保存状態）が2010年にイブラヒムらによって記載された。クチバシ状の顎はまっすぐで尖っており、アズダルコ科のケツァルコアトルスやチェージャンゴプテルスに似ている。この顎を基に近縁の種のプロポーションから推定して、アランカ・サハリカの翼開長はおよそ4ｍと見積もられた。しかしイブラヒムと学生によると、脊椎はもっと大きい個体のものであることを示し、翼開長は約6ｍになったのではないかと指摘されている。
新たなクチバシの断片が2015年に cf. Alanqa として記載された。この断片は、顎の開閉に関わる2つの骨突起を有し、以前からアランカとされていた顎の隆起と一致している。これらは、この翼竜における異常なほどの機能的特化を示唆する。考え得る機能には、ビジュアルディスプレイ、軟組織の付着部、そして硬い殻をもった獲物の粉砕が挙げられる。